# Romnalda grallata
Romnalda grallata är en sparrisväxtart som beskrevs av Rodney John Francis Henderson. Romnalda grallata ingår i släktet Romnalda och familjen sparrisväxter. Inga underarter finns listade i Catalogue of Life.